# Municipio de Dover (condado de Athens)
El municipio de Dover (en inglés: Dover Township) es un municipio ubicado en el condado de Athens en el estado estadounidense de Ohio. En el año 2010 tenía una población de 3626 habitantes y una densidad poblacional de 38,36 personas por km².

## Geografía
El municipio de Dover se encuentra ubicado en las coordenadas 39°26′48″N 82°7′26″O / 39.44667, -82.12389. Según la Oficina del Censo de los Estados Unidos, el municipio tiene una superficie total de 94.53 km², de la cual 93.65 km² corresponden a tierra firme y (0.93%) 0.88 km² es agua.

## Demografía
Según el censo de 2010, había 3626 personas residiendo en el municipio de Dover. La densidad de población era de 38,36 hab./km². De los 3626 habitantes, el municipio de Dover estaba compuesto por el 94.84% blancos, el 1.38% eran afroamericanos, el 0.17% eran amerindios, el 0.72% eran asiáticos, el 0.06% eran isleños del Pacífico, el 0.25% eran de otras razas y el 2.59% pertenecían a dos o más razas. Del total de la población el 1.02% eran hispanos o latinos de cualquier raza.